# Вьетнам на летних Олимпийских играх 1972
Вьетнам (Республика Вьетнам) принимал участие в Летних Олимпийских играх 1972 года в Мюнхене (ФРГ) в шестой раз за свою историю, но не завоевал ни одной медали.
Знаменосцем команды стал стрелок Хо Минь Тху, принимавший участие в Играх 1968 года.
Игры 1972 года стали последними для Республики Вьетнам — на летних Олимпийских играх 1980 года принимали участие спортсмены, представлявшие Социалистическую Республику Вьетнам.

## Спортсмены и их результаты

### Стрельба
Оба представителя Республики Вьетнам соревновались в стрельбе из произвольного пистолета на дистанции 50 метров. Хо Минь Тху занял итоговое 49-е место, набрав 524 очка (80 — в 1-м раунде, 89 — во 2-м, 93 — в 3-м, 86 — в 4-м, 83 — в 5-м и 93 — в 6-м) при 567 у победителя соревнований — шведа Рагнара Сканокера. Этот результат был хуже, чем на прошлых Играх, когда Хо Минь Тху набрал 533 очка.
Хыонг Хоанг Тхи набрал 487 очков (80 — в 1-м раунде, 77 — во 2-м, 80 — в 3-м, 85 — в 4-м, 84 — в 5-м, 81 — в 6-м) и занял 56-е место.